# فلزینگی

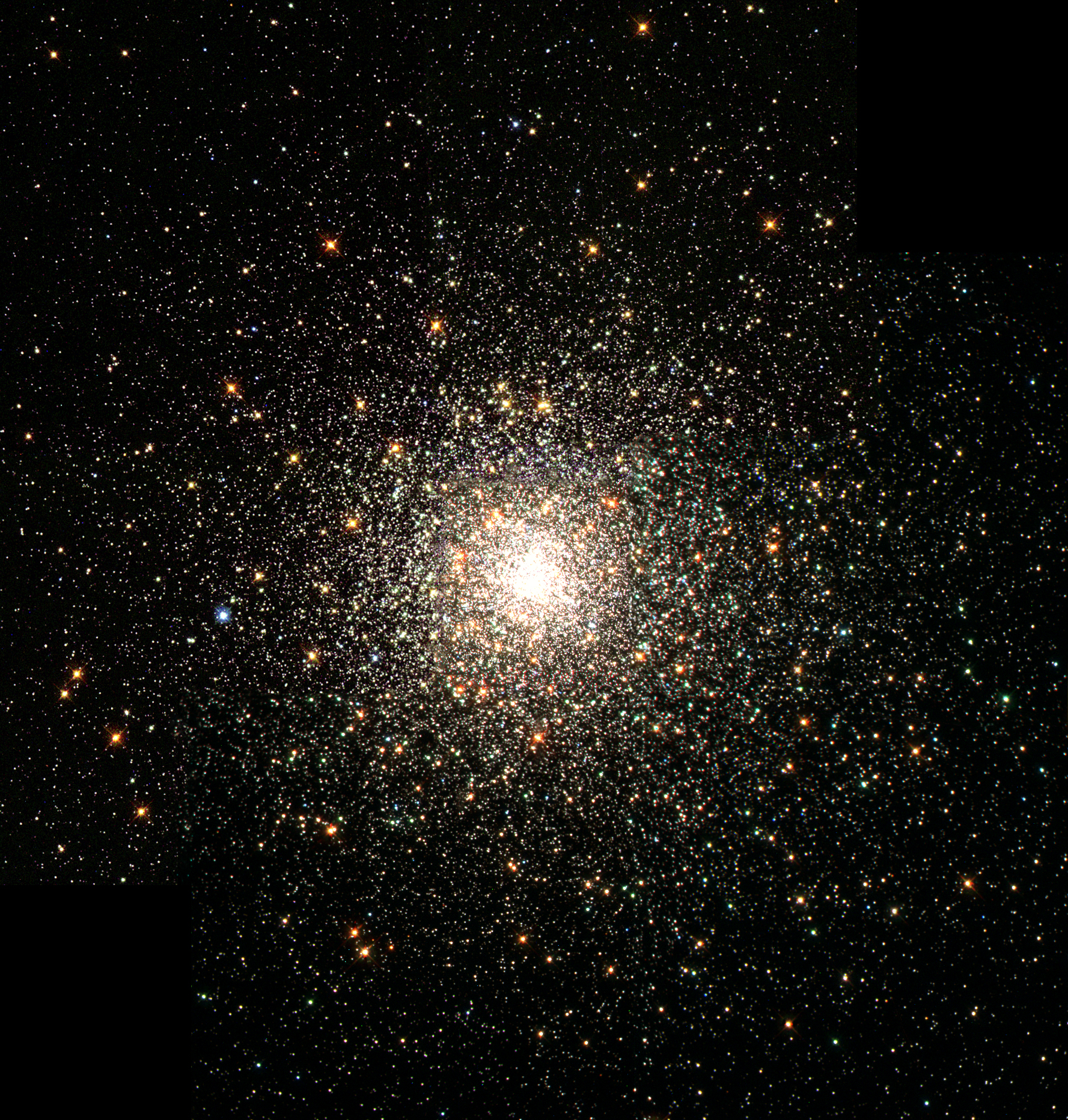
خوشهٔ کروی M80. ستاره‌های خوشه‌های کروی معمولاً ستاره‌های قدیمی‌تر و کم‌فلز جمعیت دو هستند.

در اخترشناسی و کیهان‌شناسی، فلزینگی یا فلزیگی (به انگلیسی: Metallicity) نشان‌دهندهٔ نسبتی از جرم یک جسم نجومی است که از عنصرهایی به‌جز هیدروژن و هلیوم ساخته شده‌است. از آن‌جا که ستاره‌ها، که بیشترِ جرم مرئی جهان را ساخته‌اند، بیش از هر چیز از هیدروژن و هلیوم ساخته شده‌اند، اخترشناسان برای سادگی، همهٔ عنصرهای سنگین‌تر از این دو عنصر را فلز می‌نامند. از این رو سحابی‌ای که دارای مقدار زیادی کربن، نیتروژن، اکسیژن و نئون باشد، پرفلز (به انگلیسی: metal rich) دانسته می‌شود، هرچند که این عنصرها را در علم شیمی فلز نمی‌دانند.
فلزینگی یک جسم می‌تواند نشان‌دهندهٔ عمر آن هم باشد. بر اساس نظریهٔ مهبانگ، در عالم آغازین تنها هیدروژن (و مقدار ناچیزی هلیوم، لیتیوم و بریلیوم به خاطر هسته‌زایی مهبانگ) وجود داشت. از این رو ستاره‌هایی که فلزینگی پایینی دارند، در عالم آغازین شکل گرفته‌اند و بنابراین عمر بیشتری دارند.

## جمعیت‌های ستاره‌ای سه، دو، و یک
ستاره‌ها ممکن است بر اساس میزان عناصر سنگین موجود در آنها که به سن آنها مربوط است، یا نوع کهکشانی که در آن هستند دسته‌بندی شوند.
این تقسیم بندی در اوائل دهه ۱۹۵۰ توسط اخترشناس آلمانی Walter Baade تعریف شد. این تقسیم بندی معیارهای مختلفی همچون سن، مواد تشکیل دهنده و مکان آنها در کهکشان دارد.
۱. ستارگان جمعیت I شامل خورشید و ستاره‌های درخشان، گرم و جوان، متمرکز در دیسک کهکشان‌های مارپیچی است. آنها به ویژه در بازوهای مارپیچی یافت می‌شوند. با توجه به مدل شکل گیری عناصر سنگین در ابرنواخترها، این مطرح می‌کند که گازی که از آن تشکیل شده‌اند با عناصر سنگین تشکیل شده از ستارههای غول پیکر قبلی پر شده بود. حدود ۲٪ از کل متعلق است به جمعیت I.
۲. ستارگان جمعیت II ستارگانی که معمولاً در خوشه‌های کروی و هستهٔ یک کهکشان هستند. به نظر می‌رسد آنها مسن تر، کمتر درخشان و خنک تر از ستاره‌های جمعیت I هستند. آنها عناصر سنگین کمتری دارند، به دلیل پیر بودن یا بودن در مناطقی که در آن هیچ عنصر سنگین تولید شده ای توسط ستاره‌های پیشین یافت نمی‌شود.
ستاره شناسان اغلب این وضعیت را این گونه توصیف می‌کنند و ان را «کم فلز» می‌نامند، و از «فلزینگی» به عنوان نشانه‌ای از سن استفاده می‌کنند.
برخی از ستاره‌ها را نمی‌توان به آسانی در این دو گروه قرار داد، که آنها را در زیر گروه‌هایی به نام extreme Population I,II قرار می‌دهند.
اخترشناسان ستاره‌ها را به سه دسته (جمعیت) تقسیم می‌کنند: جمعیت یک (I)، جمعیت دو (II) و جمعیت سه (III). این جمعیت‌ها به همان ترتیبی که نخستین بار پیدا شدند، مرتب شده‌اند و هر چه به جمعیت‌های بالاتر می‌رویم، مقدار فلز آن‌ها هم کمتر می‌شود. نظریه‌های فعلی می‌گویند که جمعیت‌های بالاتر عمر بیشتری هم دارند.

## محاسبه
فلزینگی خورشید تقریباً ۱٫۶٪ (جرمی) است. فلزینگی ستاره‌های دیگر را معمولاً به شکل «[Fe/H]» بیان می‌کنند که نشان‌دهندهٔ لگاریتم نسبت فراوانی عنصر آهن در آن ستاره به خورشید است. (آهن فراوان‌ترین عنصر سنگین در ستاره‌ها نیست، ولی آشکارسازی‌اش با داده‌های طیف‌سنجی از دیگر عنصرها ساده‌تر است) پس رابطهٔ ریاضی فلزینگی یک ستاره به این شکل خواهد بود:
که در آن {\displaystyle N_{\mathrm {Fe} }} و {\displaystyle N_{\mathrm {H} }} به ترتیب نشان‌دهندهٔ شمار اتم‌های آهن و هیدروژن در واحد حجم هستند.